# Hillson Bi-mono
Hillson Bi-mono là một loại máy bay thử nghiệm của Anh trong thập niên 1940.

## Tính năng kỹ chiến thuật
Dữ liệu lấy từ Nothing Ventured...Part 1"
Đặc tính tổng quát
- Kíp lái: 1
- Chiều dài: 19 ft 6 in (5,94 m)
- Sải cánh: 20 ft 0 in (6,10 m)
- Chiều cao: 7 ft 0 in (2,13 m)
- Diện tích cánh: 132 foot vuông (12,3 m2)
- Trọng lượng có tải: 1.940 lb (880 kg)
- Động cơ: 1 × de Havilland Gipsy Six , 200 hp (150 kW)